# Neotrichia yanomonoa
Neotrichia yanomonoa är en nattsländeart som beskrevs av Harris och Davenport 1992. Neotrichia yanomonoa ingår i släktet Neotrichia och familjen smånattsländor. Inga underarter finns listade i Catalogue of Life.